# Hamar
Hamar város és község (norvégul: kommune) Norvégia délkeleti Østlandet földrajzi régiójában. Hedmark megye közigazgatási központja a Mjøsa tó, Norvégia legnagyobb tava partján.

## Földrajz
A község területe 351 km², népessége 27 956 (2008. január 1.).
Hamar község északnyugati szomszédja Ringsaker, az északi Åmot, keleten Løten, délen Stange.

## Történelem
A város és község 1849-ben jött létre, amikor Vang községtől elválva önállósult. 1992-ben már Vangot olvasztották be Hamarba.

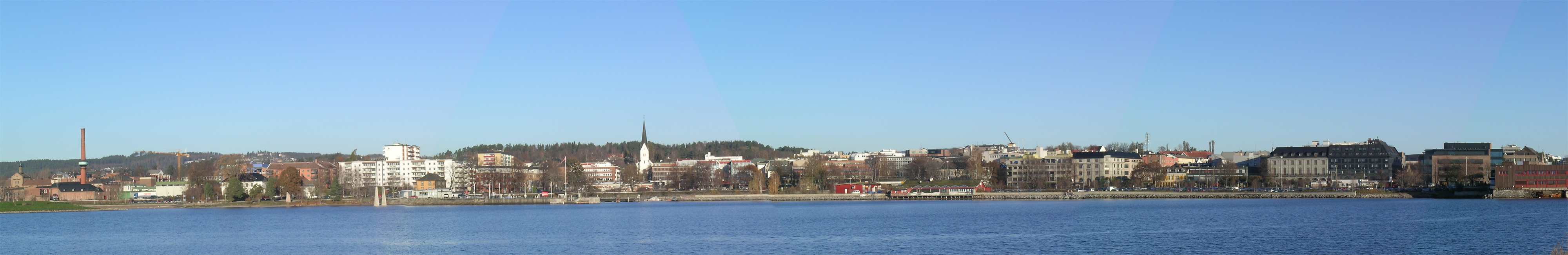
Hamar panorámaképe a Mjøsa tó felől

## Kultúra
A város múzeuma a Domkirkeodden

## Testvérvárosok
- Lund, Svédország
- Viborg, Dánia
- Dalvík, Izland
- Porvoo, Finnország
- Greifswald, Németország
- Hán Júnisz, Gázai övezet/Palesztina
- Fargo, Észak-Dakota, Amerikai Egyesült Államok
- Karmiel, Izrael